# Octavio Echeverri
Octavio Echeverri Bernal (* 22. März 1931 in Abejorral, (Antioquia)) ist ein ehemaliger kolumbianischer Radrennfahrer.

## Sportliche Laufbahn
Echeverri war Bahnradsportler und Teilnehmer der Olympischen Sommerspiele 1956 in Melbourne. Im Bahnradsport war er in der Mannschaftsverfolgung am Start. Der Vierer mit Héctor Monsalve, Ramón Hoyos, Honorio Rúa und Octavio Echeverri schied in der Vorrunde aus. Im 1000-Meter-Zeitfahren wurde er beim Sieg von Leandro Faggin 15. des Wettbewerbs.
Bei den Zentralamerikanischen und Karibikspielen 1954 gewann er die Goldmedaille im 1000-Meter-Zeitfahren und in der Mannschaftsverfolgung. Bei den Panamerikanischen Spielen 1955 holte er Silber im 1000-Meter-Zeitfahren.